# بریستول نوع ۱۰۹
بریستول نوع ۱۰۹ (به انگلیسی: Bristol Type 109) یک هواگرد ساختِ کارخانهٔ بریستول ایروپلین در کشور بریتانیا است . این هواگرد برای نخستین بار در ۱۹۲۸ میلادی مورد استفاده قرار گرفت.